# Spaelotis persica
Spaelotis persica là một loài bướm đêm trong họ Noctuidae.